# Max Siber
Max Friedrich Siber (* 2. April 1860 in Niemegk; † 29. Mai 1915 in Berlin) war ein preußischer Generalmajor.

## Leben

### Herkunft
Siber war der Sohn eines Geheimen Justizrates und dessen Ehefrau Marie, geborene Gelpcke.

### Militärkarriere
Er trat am 14. September 1879 als Avantageur in das Brandenburgische Füsilier-Regiment Nr. 35 der Preußischen Armee ein und avancierte bis Mitte Februar 1881 zum Sekondeleutnant. Von Anfang April 1887 bis Ende März 1890 wurde er als Adjutant zum Bezirkskommando Brandenburg an der Havel kommandiert. Ende Mai 1890 stieg Siber zum Premierleutnant auf, war von Januar 1891 bis Mai 1893 Bataillons- und anschließend Regimentsadjutant. Von Mitte März 1894 bis Ende Januar des Folgejahres war Siber zur Dienstleistung beim Großen Generalstab kommandiert. Mit der Beförderung zum Hauptmann erfolgte am 15. Dezember 1894 seine Ernennung zum Chef der 2. Kompanie seines Regiments. Unter Stellung à la suite seines Regiment wurde Siber am 27. Januar 1897 in das Kriegsministerium kommandiert. Hier war er zunächst als Adjutant des Direktors des Departements für das Invalidenwesen (CD) tätig, wurde am 25. März 1899 in die 1. Pensions-Abteilung (C 1) des Ministeriums versetzt und am 18. April 1901 zum Major befördert. 1906 erhielt er die Erlaubnis zur Annahme des Ritterkreuzes mit den Löwen des Ordens der Württembergischen Krone.
Mit der Ernennung zum Kommandeur des III. Bataillons im Infanterie-Regiment „von Courbière“ (2. Posensches) Nr. 19 trat Siber am 16. Oktober 1906 in den Truppendienst zurück und wurde am 11. September 1907 zum Oberstleutnant befördert. Vom 27. Januar 1908 bis zum 20. Dezember 1909 schloss sich eine Verwendung als etatmäßiger Stabsoffizier im Infanterie-Regiment „von Voigts-Rhetz“ (3. Hannoversches) Nr. 79 an. Anschließend wurde Siber unter Ernennung zum Chef der 2. Infanterie-Abteilung (A 2) im Allgemeinen Kriegs-Departement (AD) wieder in das Kriegsministerium versetzt und rückte am 16. Oktober 1910 zum Oberst auf. Mit der Ernennung zum Kommandeur des Füsilier-Regiments „Prinz Heinrich von Preußen“ (Brandenburgisches) Nr. 35, in dem Siber seine Militärkarriere begonnen hatte, trat er am 3. Mai 1912 wieder in den Truppendienst zurück und erhielt im August 1912 die Erlaubnis zur Annahme des Komturkreuzes des Albrechts-Ordens sowie des Friedrichs-Ordens. Am 19. Juni 1913 erfolgte seine Ernennung zum Inspekteur der technischen Institute der Infanterie und am 1. Oktober des Jahres die Beförderung zum Generalmajor. In dieser Stellung starb Siber während des Ersten Weltkriegs an den Folgen eines Gehirnschlags.

### Familie
Aus seiner Ehe mit Elisabeth, geborene Kaehrn, gingen vier Söhne und eine Tochter hervor.

## Schriften
- Die Vorbereitung, Leitung und Ausführung des militärischen Invalidenprüfungsgeschäftes. Mittler & Sohn, Berlin 1905.